# Yorkshire Sculpture Park

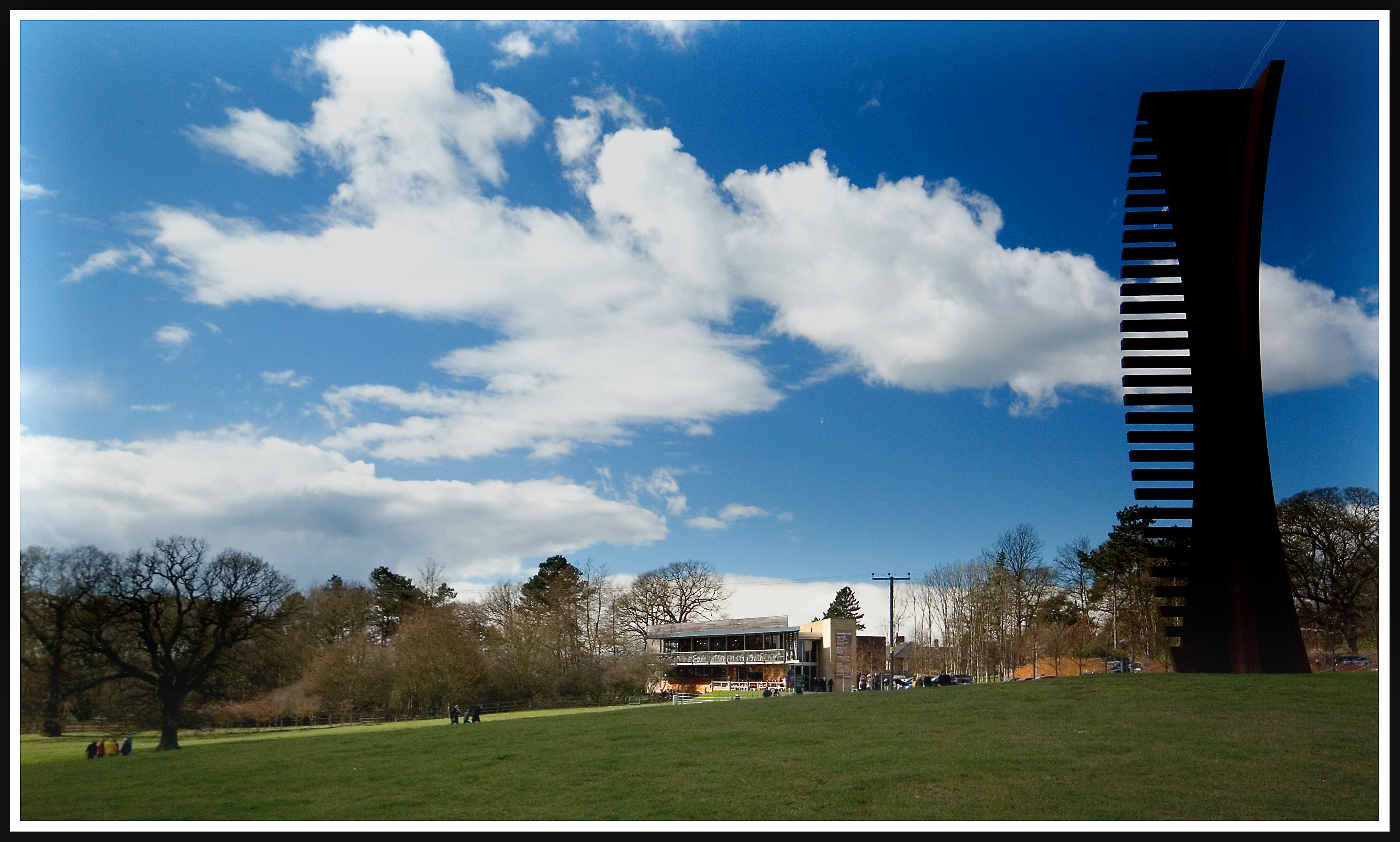
Entree van het Yorkshire Sculpture Park met sculptuur Nigel Hall

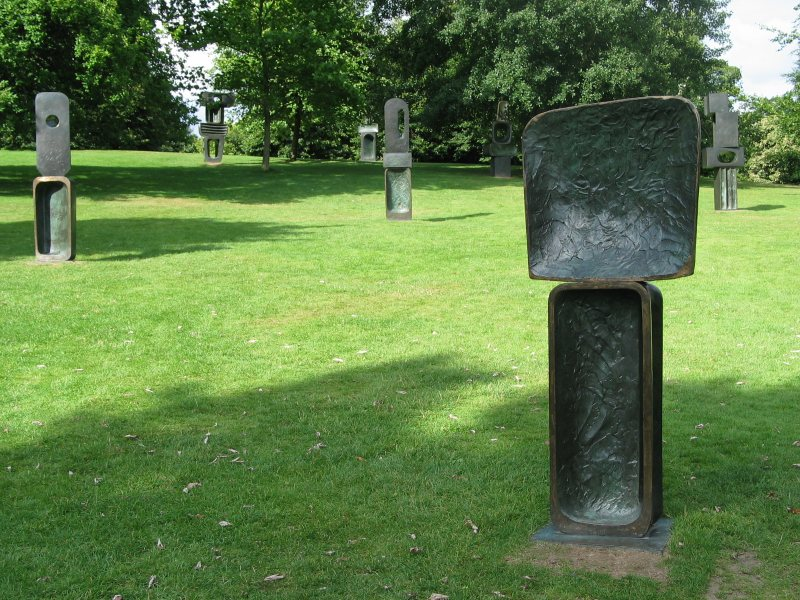
Sculpturen van Barbara Hepworth, Yorkshire Sculpture Park

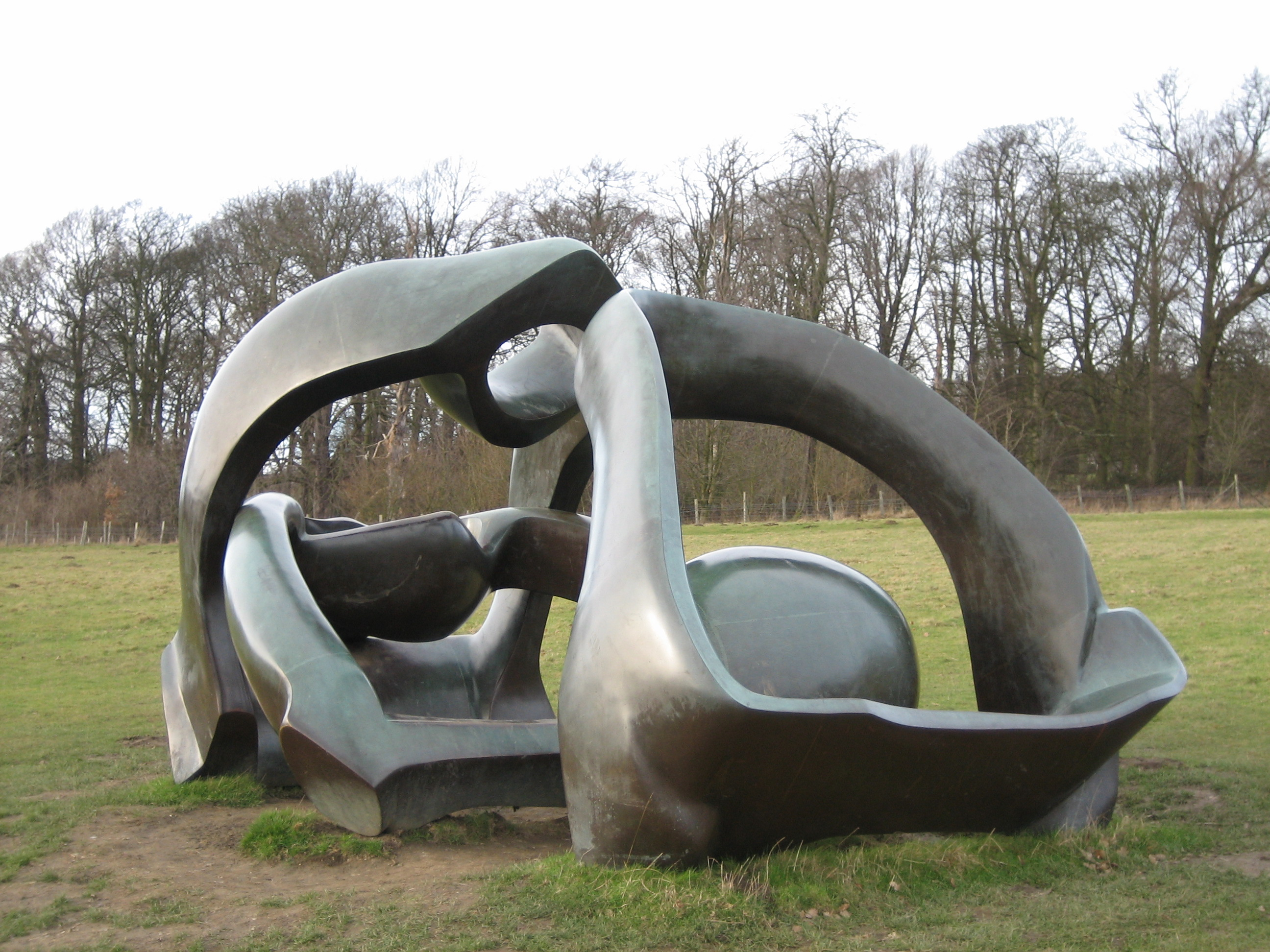
Henry Moore, Yorkshire Sculpture Park

Het Yorkshire Sculpture Park is een beeldenpark, gesticht in 1977, waar beeldhouwwerk wordt getoond van kunstenaars uit het Verenigd Koninkrijk, met name Henry Moore en Barbara Hepworth, alsmede van internationale beeldhouwers.
Het park is gelegen in West Bretton, Wakefield, in West Yorkshire, Engeland.

## Tentoonstellingen
Yorkshire Sculpture Park  is opgezet als een 'galerie zonder muren' en was de eerste in haar soort in Engeland. Niet als de eerdere tijdelijke openluchttentoonstellingen, maar nu permanent. 
Sinds de negentiger jaren heeft Yorkshire Sculpture Park de beschikking over meerdere binnenexpositieruimtes, aanvankelijk de Bothy Gallery (in de gebogen Bothy Wall) en het tentachtige bouwsel genaamde de Pavilion Gallery. Meer recent heeft Yorkshire Sculpture Park een grote ondergrondse  galerie in de 'Bothy garden' in gebruik genomen, alsmede expositieruimtes in Longside (tegenover het park). Het expositieprogramma omvat moderne en hedendaagse beeldhouwkunst (van Auguste Rodin en Émile-Antoine Bourdelle tot de huidige generatie beeldhouwers). Exposities van het Yorkshire Sculpture Park zijn eerder eenpersoonstentoonstellingen dan groeps- of thematentoonstellingen, bijvoorbeeld van beroemde Engelse beeldhouwers uit de vijftiger en zestiger jaren als Lynn Chadwick, Elisabeth Frink, Michael Ayrton, Austin Wright, Phillip King, William Turnbull, Eduardo Paolozzi of Kenneth Armitage.

## Het park
Het park is gelegen op een landgoed uit de achttiende eeuw (Bretton Hall), familiebezit tot midden vorige eeuw toen het een Instituut voor Hoger Onderwijs werd. Diverse follies, die nog dateren uit de achttiende eeuw en andere bouwwerken kunnen in het park worden bewonderd, zoals een hertenverblijf (recent door de Amerikaanse beeldhouwer James Turrell omgebouwd tot een installatie), een 'ice house' en een Camelia huis. Kunstenaars die ter plekke kunstwerken creëren, putten vaak inspiratie uit de vele architectonische, historische of natuurlijke elementen die het Yorkshire Sculpture Park te bieden heeft.   